# Монтес, Исмаэль
Исмаэль Монтес Гамбоа (исп. Ismael Montes; 5 октября 1861, Коро-Коро, департамент Ла-Пас, Боливия — 16 октября 1933, Ла-Пас, Боливия) — боливийский генерал и государственный деятель, дважды занимал пост президента Боливии (1904—1909 и 1913—1917).

## Биография

### Военная и политическая карьера
Родился в зажиточной семье землевладельцев в департаменте Ла-Пас в 1861 году. Его отец был генералом.
В 1878 г. поступил на юридический факультет Высшего университета Сан-Андрес (UMSA), однако из-за вторжения 14 февраля 1879 г. чилийской армии в боливийский город Антофагаста принял решение прервать обучение. Он записался в рядовым в полк «Мурильо», входивший в то время в «Боливийский легион». Участвовал в во Второй тихоокеанской войне. В 1880 г. был тяжело ранен в битве при Альто-де-ла-Альянса и попал в плен к чилийцам. По возвращении в Боливию, благодаря героизму, проявленному им в бою, был повышен до звания капитана, работал инструктором в боливийской армии. Однако в 1884 г. он решил уйти в отставку, чтобы завершить обучение в университете, который окончил в 1886 г.
Еще студентом стал военным активистом Либеральной партии Боливии, в 1890 г. был избран заместителем председателя Либеральной партии. Являлся одним из активнейших участников гражданской войны 1899 г., став полковником, и был назначен на пост министра обороны в администрации президента Хосе Мануэля Пандо. На этом посту повысил армейскую дисциплину и улучшил ее оснащенность. Возглавил военную экспедицию, чтобы начать борьбу на севере страны против бразильских пиратов в так называемой войне в Акко (1900—1903). После войны он полностью посвятил себя политике с намерением заменить Хосе Мануэля Пандо, когда его срок полномочий закончился.

### На посту президента
Официально занял пост президента страны после победы на выборах 1904 г. Его первый срок оказался удачным: выросли доходы бюджета, увеличились иностранные инвестиции в экономику. Либеральное правительство осуществило значительные капиталовложения в развитие инфраструктуры страны, особенно в строительство автомобильных и железных дорог. Был реализован план развития в сфере образования: построены новые школы, создано педагогическое училище, с помощью бельгийских специалистов была осуществлена систематизация образования. Был одобрен план развития железных дорог. Французские эксперты продолжили модернизацию боливийской армии.
В сфере общественных отношений был установлен гражданский брак, провозглашена свобода культов и отменена церковная юрисдикция, что привело к разрыву отношений Святого Престола с национальным правительством.
20 октября 1904 г. был подписан крайне невыгодный для страны Договор о мире и дружбе с Чили, который положил конец состоянию войны между двумя странами после Второй Тихоокеанской (1879—1880 годов). Боливия потеряла выход к морю в обмен на бессмысленные территориальные уступки и некоторую сумму денег. Глава государства считал, что его страна в этом вопросе не имела выбора. Он также подписал коммерческий договор и таможню с Перу (1905).
В 1908 г. президентские выборы выиграл официальный кандидат от Либеральной партии Фернандо Гуачалла, но он умер от болезни, не дождавшись церемонии инаугурации. Это событие предоставило основания Монтесу для отмены результатов выборов, поскольку тот не слишком доверял вице-президенту Еуфронио Вискарри. Затем он уговорил Конгресс продлить срок его полномочий еще на год до проведения новых выборов, что значительно увеличило число его противников, а его популярность начала снижаться. Впрочем, это не помешало одержать победу на выборах доверенному лицу президента Элиодоро Вильясону, занявшему в 1909 г пост главы государства. После этого экс-президент от имени правительства отправился в Европу для выполнения официальных дипломатических функций.
Срок управления Вильясона был относительно благоприятным и мирным (1909—1913), поэтому либералы не утратили популярности. Это позволило Монтесу баллотироваться на пост президента на выборах 1913 года. Он победил, но второй его срок не был таким удачным, как первый. Наиболее важными результатами его работы на посту главы государства можно считать: основание Национального банка, начало строительства железных дорог Потоси — Вильясон и Потоси — Сукре, дальнейшее развитие образования.
В то же время выросла внутренняя оппозиция в Либеральной партии, что привело в 1914 г. к расколу и возникновению Республиканской партии во главе с бывшим президентом Хосе Мануэлем Пандо, смерть которого в 1917 г. была связана в общественном мнении с либералами, что впоследствии привело к обвинительному решению суда. Начались волнения среди крестьян и рабочих, которые требовали больше прав. Между тем, происходило ухудшение экономического климата, что было следствием глобального кризиса в связи с Первой мировой войной.
Политик смог удержаться у власти до завершения срока и в 1917 г. передал власть Хосе Гутьерресу и был назначен послом во Франции. Оставался влиятельной фигурой в политической жизни страны даже после восстания 1920 г., в результате которого к власти пришла Республиканская партия. Жил в изгнании в Париже до 1928 г., вернувшись на родину качестве главы Либеральной партии.
Учитывая его богатый военный опыт, во время Чакской войны (1932—1935) президент Даниэль Саламанка назначил его военным советником боливийской армии. В разгар военных действий он скончался в боливийской столице.